# SkyscraperCity
SkyscraperCity (укр. Місто Хмарочосів) — інтернет-форум (мережа для спілкування) урбаністичної тематики.
Унікальний тим що є багатомовним та інтернаціональним. Кожен з регіонів світу має власний підрозділ. Форум працює за системою vBulletin. Гасло Skyscrapercity — In Urbanity We Trust, що перекладається як Ми віримо в урбаністику.
Форум присвячений усьому що пов'язане з архітектурою, будівництвом, проектуванням, інфраструктурою, географією, туризмом та облаштуванню міст та країн загалом. Особлива увага надається найвищим хмарочосам світу, вони обговорюються у міжнародних секціях.
Англійська мова використовується як міжнародна. На форумі присутні майже всі мови світу, зокрема українська.
Skyscrapercity не комерційний проект. Використання безкоштовне.

## Статистика
Станом на 24 грудня 2010 на форумі зроблено 39,103,471 повідомлень, створено 462,710 тем (гілок)
Відсоток зареєстрованих користувачів з різних країн світу:
- 26.5 % з США
- 20.6 % з Німеччині
- 5.7 % з Колумбії
- 5.1 % з Польщі
- 4.6 % з Бельгії
- 3.8 % з Франції
- 33.8 % інші країни

## Історія
- У травні 2001 був створений нідерландський форум Holland Hoogbouw Forums, головним адміністратором є голландець Jan Klerks (Ян Клеркс).[3][4]
- 11 вересня 2002 форум був об'єднаний з іншими національними форумами, зокрема з польським Forum Polskich Wieżowców, загально європейським Euroscrapers та OZscrapers у Skyscrapercity.com
- За підтримкою українських учасників 19 травня 2008 був створений білоруський форум  [Архівовано 26 травня 2008 у Wayback Machine.].
- У 2009 році форум щодня відвідували понад 500 тис. унікальних відвідувачів.[5]
- У 2018 році SkyscraperCity придбала VerticalScope, а у 2020 році форум було перенесено з vBulletin на XenForo.
- Станом на 2019 рік форум мав понад 1 мільйон учасників, 1 мільйон тем і понад 110 мільйонів дописів.[6]

## Український підрозділ
Українська секція форуму була створена 18 грудня 2005 року. Раніше українські будівельні проекти були представлені на окремому підрозділі східної Європи.
Станом на 8 жовтня 2011 вона нараховує 405,902 повідомлень.
22 грудня 2007 року був створений підрозділ Дніпропетровськ, мешканці Дніпропетровська складають переважну більшість українських користувачів форуму. Наприкінці 2007 року кількість повідомлень перевищила 32,000. Донецький підрозділ був створений 3 травня 2008. Харківський підрозділ створений 10 листопада 2008.
Згідно з переписом українського форуму, сайт відвідують 456 українців.

### Підрозділи української секції
- Київ
- Північ і центр
- Дніпро
- Вінниця
- Житомир
- Схід
- Донецьк
- Харків
- Маріуполь
- Захід
- Львів
- Івано-Франківськ
- Хмельницький
- Тернопіль
- Рівне
- Південь
- Одеса
- Севастополь
- Запоріжжя
- Українські міста та природа
- Архітектура
- Рейтинги будівель
- Закордон
- Інфраструктура
- Економіка, наука, технології
- Спорт, культура, розваги
- Козацька Рада

2015 року українські користувачі SkyscraperCity створили окремий форум з політичної тематики: uatalks.com [Архівовано 2 травня 2022 у Wayback Machine.]